# 국립4·19민주묘지관리소
국립4·19민주묘지관리소(國立4·19民主墓地管理所, April 19th National Cemetery Office)는 3ㆍ15 부정선거의 정당화를 위한 총.칼에 대항하여 맨손으로 불의와 싸운 희생자들을 기리기 위하여 설립된 대한민국 국가보훈부 소속기관으로 국립4·19민주묘지관리소장(4급)은 서기관 또는 기술서기관으로 보한다. 서울특별시 강북구 4.19로 8길 17 (수유동 산9-1)에 위치하고 있다.

## 연혁
- 1961년 2월 1일 국무회의에서 공원묘지 설립 결의
- 1962년 12월 21일 기공식 (재건국민운동본부)
- 1963년 9월 20일 묘지 준공 및 기념탑 제막
- 1964년 3월 28일 서울특별시청으로 소유권 변경 등기
- 1993년 10월 20일 성역화 사업 착공
- 1995년 2월 14일 4·19국립묘지관리소 직제 신설
- 1995년 4월 17일 성역화 사업 준공
- 1995년 4월 18일 국가보훈처로 관리 이전
- 1997년 4월 25일 국립4·19묘지규정 제정 (대통령령 15369호)
- 2006년 1월 3일 국립4·19묘지에서 국립4·19민주묘지로 개칭 (국립묘지의 설치 및 운영에 관한 법률 제7649호 시행)
- 2006년 7월 27일 국립4·19민주묘지에서 국립4·19민주묘지관리소로 개칭 (국가보훈처와 그 소속기관 직제에 대한 대통령령 제19625호 개정)
- 2023년 6월 5일 국가보훈부로 관리 이전

## 조직

### 국립4·19민주묘지관리소장

#### 부소장
- 시설환경사업단
- 조경사업단

##### 행정실
- 행정과
  - 시설팀
  - 환경팀
  - 조경팀
  - 전산팀
  - 의전팀
  - 복지팀
  - 보안팀

## 같이 보기
- 국립5·18민주묘지관리소
- 국립3·15민주묘지관리소